# La Poste
La Poste (укр. Ля Пост, дослівно — Пошта) — національний оператор поштового зв'язку Франції зі штаб-квартирою в Парижі. Є відкритим акціонерним товариством та перебуває у підпорядкуванні уряду Франції. Член Всесвітнього поштового союзу.
«La Poste» є материнською компанією «Groupe La Poste», до якої також входять банк і страхова компанія («La Banque postale»), логістична компанія («Geopost») та оператор стільникового зв'язку («La Poste Mobile»).

## Історія
Заснована у 1991 році внаслідок ліквідації «Postes, Télégraphes et Téléphones», урядового відомства, відповідального за пошту, телеграф та телефонні послуги у Франції, що було розділене на поштового оператора «La Poste» та телекомунікаційного «France Télécom» (нині «Orange»). «France Télécom» було одразу приватизовано, а «La Poste» стала публічною компанією. Видана у 1997 році Директива ЄС 97/67/ЕС вимагала від держав-членів повністю відкритий для конкуренції поштовий сектор, в результаті чого у 2005 році французький уряд надав дозвіл роботи на ринку поштових послуг приватним поштовим компаніям і перетворив «La Poste» на державну компанію.
З демонополізацією ринку поштових послуг у Франції розпочали свою діяльність ряд приватних логістичних компаній, зокрема «TNT Express», «DHL Express» та «United Parcel Service», однак «La Poste» залишилася основним постачальником універсальних поштових послуг. Більшість приватних компаній, що працюють на французькому ринку, працюють переважно на магістральних потоках та доставляють пошту у містах, оскільки не можуть конкурувати з надзвичайно широкою мережею відділень «La Poste» по всій країні.
З року 2010 «La Poste» — акціонерна компанія. Хоча більшість країн Західної Європи повністю приватизували свої підприємства поштового зв'язку, однак французький уряд послідовно виступає проти приватизації «La Poste».
У 2013 році «La Poste» інвестувала близько 1 млрд. євро у ремонт поштових відділень, модернізацію інфраструктури та розширення своєї мережі, а також придбання електромобілів. Також інвестиційний проєкт передбачав придбання франшиз «Seur» в Іспанії, по 40% акцій індійської DTDC та французької «Colizen». Також компанія придбала 66% акцій транспортної компанії «Tigers». Через спільне підприємство з «Swiss Post», «Asendia», група придбала активи «Pitney Bowes' international» у Великій Британії та 40% акцій ірландської «eShopWorld».
У грудні 2016 року «La Poste» запустила регулярну доставку безпілотниками віддалених регіонах Франції.

## Діяльність

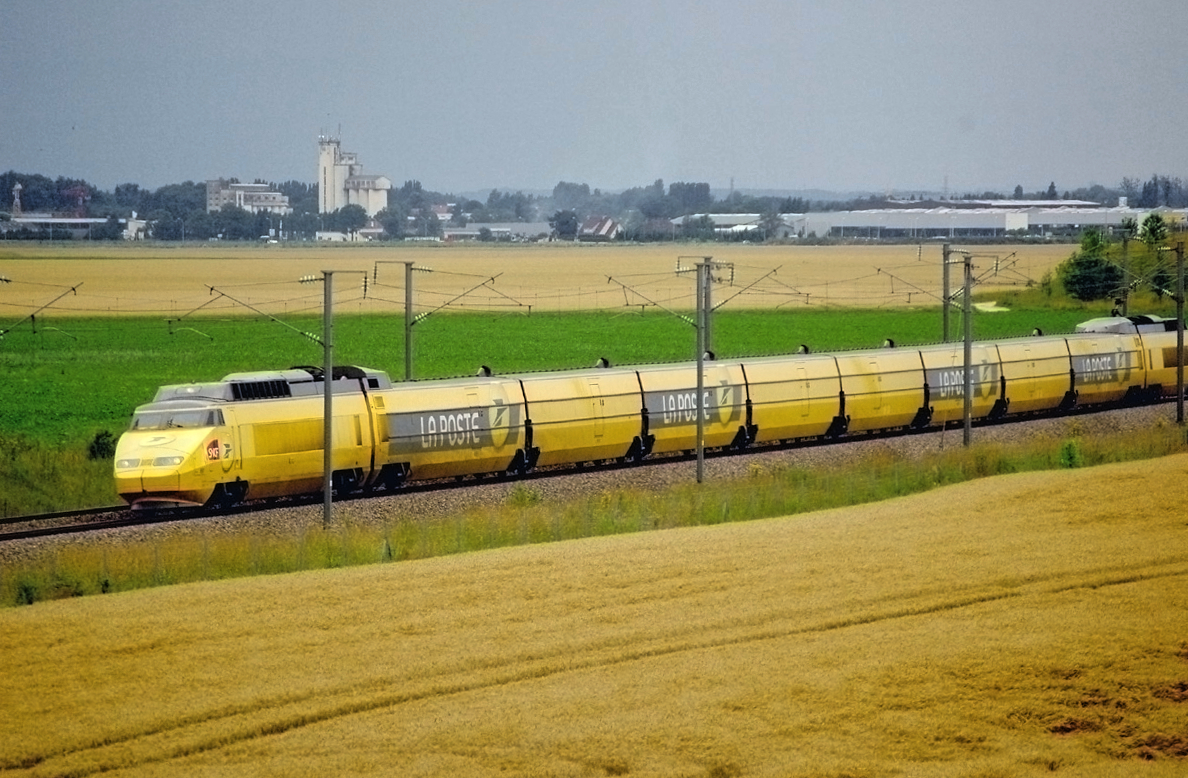
Поштово-багажний поїзд TGV (знятий з експлуатації у 2015 році).

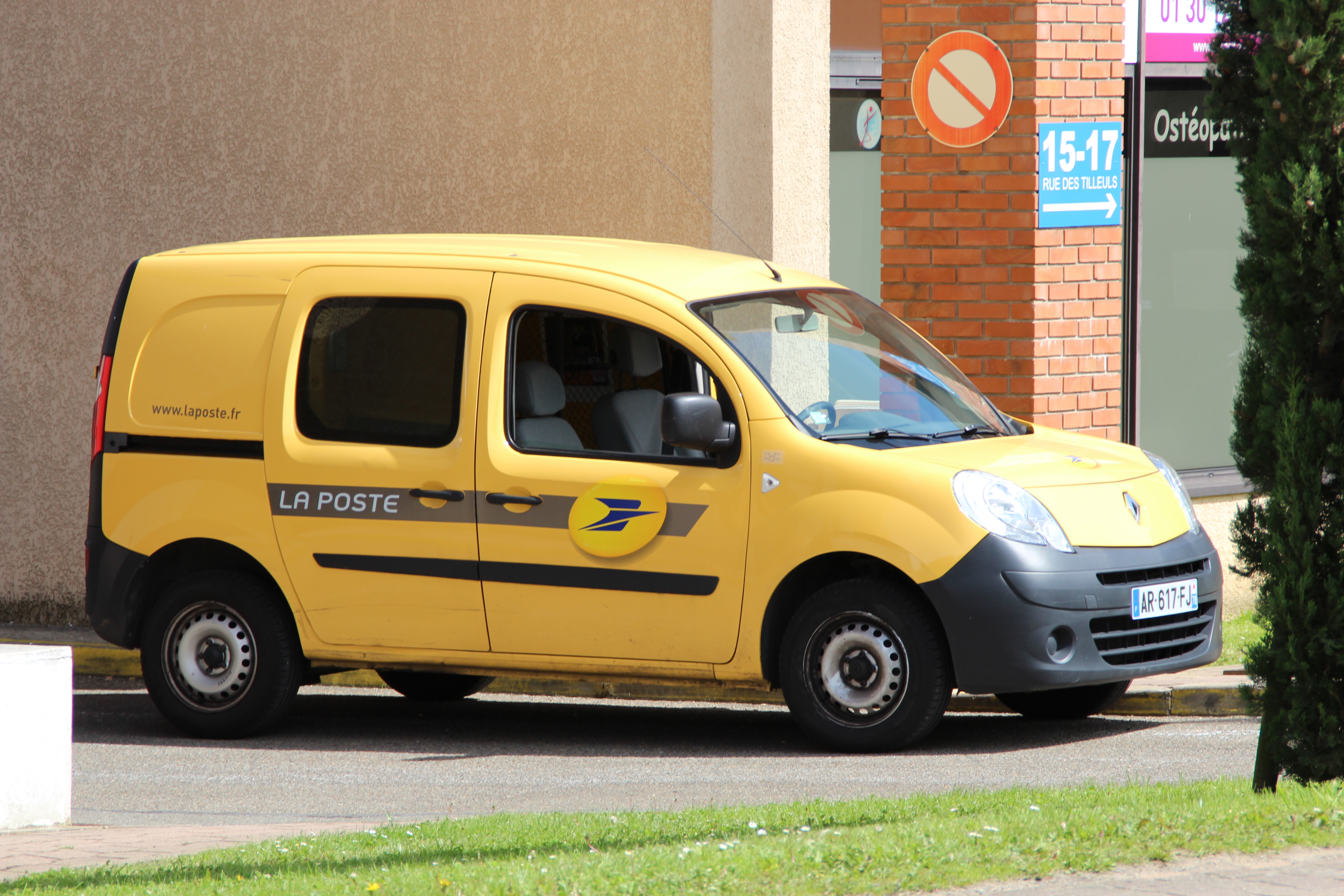
Кур'єрський електромобіль Renault Kangoo.

### Універсальні поштові послуги
Компанія є найбільшим постачальником послуг з доставки пошти у Франції. У 2012 році було опрацьовано 15 млрд відправлень, з яких 97% припало на корпоративну пошту. Надання універсальних поштових послуг становило 55% доходу компанії, з 55% корпоративним клієнтам, 16% — рекламодавцям. Міжнародна доставка пошти склала 7% доходу за 2012 рік. Того ж року «Swiss Post» та «La Poste» заснували спільну компанію «Asendia» для об'єднання міжнародної діяльності
«La Poste» пропонує три різні тарифи на відправлення пошти у Франції: першокласний, другокласний та зелений лист. Останній був введений в 2011 році для забезпечення екологічної альтернативи звичайним тарифам. Такий клас відправлень праховує 15% зменшення викидів вуглецю, ніж першокласний. У 2012 році на нього припав кожен п'ятий пріоритетний лист (20% всіх пріоритетних листів).

### GeoPost
«GeoPost» об'єднує ряд дочірніх підприємств «La Poste Group». У Франції компанія надає послуги під двома брендами «Chronopost» та «DPD» (раніше Exapaq ). За межами Франції компанія працює під брендами «DPD», «Yurtiçi Kargo» та «Seur GeoPost».
«La Poste» — друга за обсягами обігу посилок компанія у Європі, з часткою ринку 15% та доходом 5 млрд євро.
У 2017 році «Geopost» розширила свою діяльність в Італії, Росії, Бразилії та В'єтнамі.

### Інші види діяльності
Окрім поштових послуг, «La Poste» також пропонує банківські та страхові послуги (разом із «La Banque Postale»), а також через «Chronopost» кур'єрські послуги. Після уряду «La Poste» є другим за величиною роботодавцем у Франції. Компанія пропонує сервіси вебпошти, володібчи доменом @laposte.net і обслуговує близько 1,6 мільйона активних облікових записів. Також група створила філії з питань комунікаційного консультування («Mediaprism»), обміну документами та архівування («Docapost»), нерухомості («Poste Immo») та мобільної телефонії («La Poste Mobile», у партнерстві з SFR ).